# IC 99
IC 99 ist eine Balken-Spiralgalaxie vom Hubble-Typ SBbc im Sternbild Walfisch südlich der Ekliptik. Sie ist schätzungsweise 661 Millionen Lichtjahre von der Milchstraße entfernt und hat einen Durchmesser von etwa 95.000 Lj.
Im selben Himmelsareal befinden sich u. a. die Galaxien IC 95, IC 98, IC 108.
Das Objekt wurde am 2. Januar 1892 vom französischen Astronomen Stéphane Javelle entdeckt.